# Anna Seile
Anna Seile (ur. 27 września 1939 w Mežotnes pagasts, zm. 20 czerwca 2019) – łotewska polityk i geograf, długoletnia parlamentarzystka.

## Życiorys
W 1962 ukończyła studia z geografii w Uniwersytecie Łotewskim, w 1992 uzyskał doktorat z tej dziedziny na macierzystej uczelni. Pracowała jako nauczycielka i geolog, specjalizowała się w zagadnieniach związanych z ochroną środowiska, publikując prace naukowe na ten temat. Od 1979 pełniła funkcję zastępczyni dyrektora rezerwatu państwowego Slītere.
W 1990 została wybrana na deputowaną do Rady Najwyższej Łotewskiej SRR z ramienia Łotewskiego Frontu Ludowego. W wyborach w 1993 po raz pierwszy uzyskała mandat posłanki na Sejm z listy Łotewskiego Narodowego Ruchu Niepodległości (LNNK). W 1995 z powodzeniem ubiegała się o reelekcję z ramienia koalicji jej ugrupowania LNNK z Łotewską Partią Zielonych. W latach 1995–1996 pełniła funkcję przewodniczącej LNNK. Od 1997 działała w ugrupowaniu Dla Ojczyzny i Wolności/LNNK. Z jego listy była wybierana do łotewskiego parlamentu w wyborach 1998, 2002 i 2006. W 2008 odeszła z partii, po kilku miesiącach przystąpiła do Związku Obywatelskiego, zostając przewodniczącą jego klubu poselskiego. W wyborach w 2010 nie ubiegała się o ponowny wybór do Sejmu. Później związana z Jednością, w 2011 startowała z jej ramienia do parlamentu.